# Temperatura

La temperatura de un gas ideal monoatómico es una medida relacionada con la energía cinética promedio de sus moléculas al moverse. En esta animación, se muestra a escala la relación entre el tamaño de los átomos de helio respecto a su espaciado bajo una presión de 1958 atmósferas. Estos átomos, a temperatura ambiente, muestran una velocidad media que en esta animación se ha reducido dos billones de veces. De todas maneras, en un instante determinado, un átomo particular de helio puede moverse mucho más rápido que esa velocidad media mientras que otro puede permanecer prácticamente inmóvil.

La temperatura es una magnitud referida a la noción de calor medible mediante un termómetro. En física, se define como una magnitud escalar relacionada con la energía interna de un sistema termodinámico, definida por el principio cero de la termodinámica. Más específicamente, está relacionada directamente con la parte de la energía interna conocida como energía cinética, que es la energía asociada a los movimientos de las partículas del sistema, sea en un sentido traslacional, rotacional, o en forma de vibraciones. A medida que sea mayor la energía cinética de un sistema, se observa que este se encuentra más «caliente»; es decir, que su temperatura es mayor.
En el caso de un sólido, los movimientos en cuestión resultan ser las vibraciones de las partículas en sus sitios dentro del sólido. En el caso de un gas ideal monoatómico se trata de los movimientos traslacionales de sus partículas (para los gases multiatómicos los movimientos rotacional y vibracional deben tomarse en cuenta también).
El desarrollo de técnicas para la medición de la temperatura ha pasado por un largo proceso histórico, ya que es necesario darle un valor numérico a una idea intuitiva como es lo frío o lo caliente.
Una multitud de propiedades fisicoquímicas de los materiales o las sustancias varían en función de la temperatura a la que se encuentren, como por ejemplo su estado (sólido, líquido, gaseoso, plasma), su volumen, la solubilidad, la presión de vapor, su color o la conductividad eléctrica. Asimismo, es uno de los factores que influyen en la velocidad a la que tienen lugar las reacciones químicas.
La temperatura se mide con termómetros, los cuales pueden ser calibrados de acuerdo a una multitud de escalas que dan lugar a unidades de medición de la temperatura. En 
el Sistema Internacional de Unidades, la unidad de temperatura es el kelvin (K), y la escala correspondiente es la escala Kelvin o escala absoluta, que asocia el valor «cero kelvin» (0 K) al «cero absoluto», y se gradúa con un tamaño de grado igual al del grado Celsius. Sin embargo, fuera del ámbito científico el uso de otras escalas de temperatura es común. La escala más extendida es la escala Celsius, llamada «centígrada», y, en mucha menor medida, y prácticamente solo en los Estados Unidos, la escala Fahrenheit.

## Nociones generales
La temperatura es la propiedad física que se refiere a las nociones comunes de calor o ausencia de calor, sin embargo su significado formal en termodinámica es más complejo.
Termodinámicamente se habla de la velocidad promedio o la energía cinética (movimiento) de las partículas (átomos o moléculas) contenidas en un sistema. De esta manera, a temperaturas altas, la velocidad de las partículas es alta. En el cero absoluto las partículas no tienen movimiento.
A menudo el calor o el frío percibido por las personas tiene más que ver con la sensación térmica (ver más abajo), que con la temperatura real. Fundamentalmente, la temperatura es una propiedad que poseen los sistemas físicos a nivel macroscópico, la cual tiene una causa a nivel microscópico, que es, como se ha mencionado, la energía promedio de las partículas. Al contrario que otras magnitudes termodinámicas como el calor o la entropía, cuyas definiciones microscópicas son válidas muy lejos del equilibrio térmico, la temperatura solo puede ser medida en el equilibrio, precisamente porque se define como un promedio.
La temperatura está íntimamente relacionada con la energía interna y con la entalpía de un sistema termodinámico: a mayor temperatura mayores serán la energía interna y la entalpía del sistema.
La temperatura es una propiedad intensiva, es decir, que no depende del tamaño del sistema, sino que es una propiedad que le es inherente y no depende ni de la cantidad de sustancia ni del material del que este compuesto.

## Definición

### Ley cero de la termodinámica

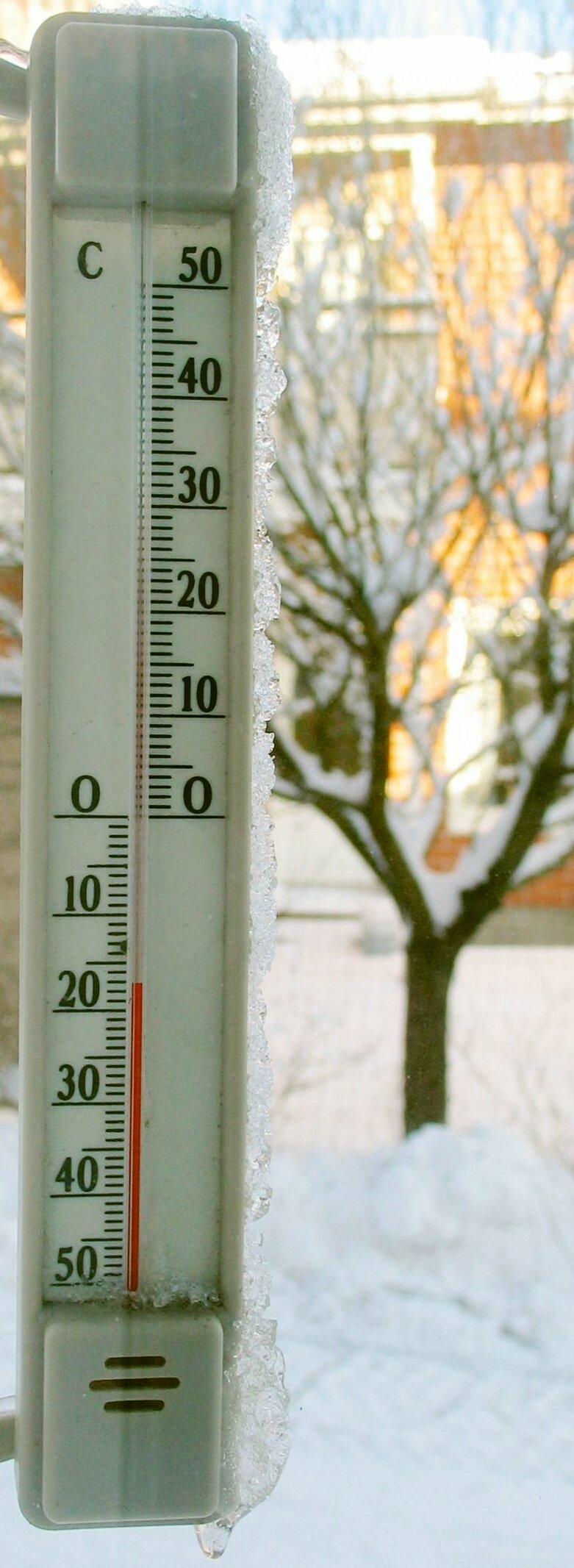
Un termómetro debe alcanzar el equilibrio térmico antes de que su medición sea correcta.

Antes de dar una definición formal de temperatura, es necesario entender el concepto de equilibrio térmico. Si dos partes de un sistema entran en contacto térmico es probable que ocurran cambios en las propiedades de ambas. Estos cambios se deben a la transferencia de energía en forma de calor entre las partes. Para que un sistema esté en equilibrio térmico debe llegar al punto en que ya no hay intercambio neto de energía en forma de calor entre sus partes, además ninguna de las propiedades que dependen de la temperatura debe variar.
Una definición de temperatura se puede obtener de la Ley cero de la termodinámica, que establece que si dos sistemas A y B están en equilibrio térmico, con un tercer sistema C, entonces los sistemas A y B estarán en equilibrio térmico entre sí. Este es un hecho empírico más que un resultado teórico. Ya que tanto los sistemas A, B, y C están todos en equilibrio térmico, es razonable decir que comparten un valor común de alguna propiedad física. Llamamos a esta propiedad temperatura.
Sin embargo, para que esta definición sea útil es necesario desarrollar un instrumento capaz de dar un significado cuantitativo a la noción cualitativa de esa propiedad que presuponemos comparten los sistemas A y B. A lo largo de la historia se han hecho numerosos intentos, sin embargo en la actualidad predominan el sistema inventado por Anders Celsius en 1742 y el inventado por William Thomson (más conocido como lord Kelvin) en 1848.

### Segunda ley de la termodinámica
También es posible definir la temperatura en términos de la segunda ley de la termodinámica, la cual dice que la entropía de todos los sistemas, o bien permanece igual o bien aumenta con el tiempo, esto se aplica al Universo entero como sistema termodinámico. La entropía es una medida del desorden que hay en un sistema. 
Este concepto puede ser entendido en términos estadísticos, considere una serie de tiros de monedas. Un sistema perfectamente ordenado para la serie, sería aquel en que solo cae cara o solo cae cruz. Sin embargo, existen múltiples combinaciones por las cuales el resultado es un desorden en el sistema, es decir que haya una fracción de caras y otra de cruces. Un sistema desordenado podría ser aquel en el que hay 90 % de caras y 10 % de cruces, o 60 % de caras y 40 % de cruces. Sin embargo es claro que a medida que se hacen más tiros, el número de combinaciones posibles por las cuales el sistema se desordena es mayor; en otras palabras el sistema evoluciona naturalmente hacia un estado de desorden máximo es decir 50 % caras 50 % cruces de tal manera que cualquier variación fuera de ese estado es altamente improbable.
Para dar la definición de temperatura con base en la segunda ley, habrá que introducir el concepto de máquina térmica la cual es cualquier dispositivo capaz de transformar calor en trabajo mecánico. En particular interesa conocer el planteamiento teórico de la máquina de Carnot, que es una máquina térmica de construcción teórica, que establece los límites teóricos para la eficiencia de cualquier máquina térmica real.

Aquí se muestra el ciclo de la máquina térmica descrita por Carnot, el calor entra al sistema a través de una temperatura inicial (aquí se muestra comoT_{H}) y fluye a través del mismo obligando al sistema a ejercer un trabajo sobre sus alrededores, y luego pasa al medio frío, el cual tiene una temperatura final (T_{C}).

En una máquina térmica cualquiera, el trabajo que esta realiza corresponde a la diferencia entre el calor que se le suministra y el calor que sale de ella. Por lo tanto, la eficiencia es el trabajo que realiza la máquina dividido entre el calor que se le suministra:
{\displaystyle \eta ={\frac {W_{ci}}{Q_{i}}}={\frac {Q_{i}-Q_{f}}{Q_{i}}}=1-{\frac {Q_{f}}{Q_{i}}}} (1)
Donde Wci es el trabajo hecho por la máquina en cada ciclo. Se ve que la eficiencia depende solo de Qi y de Qf. Ya que Qi y Qf corresponden al calor transferido a las temperaturas Ti y Tf, es razonable asumir que ambas son funciones de la temperatura:
{\displaystyle {\frac {q_{C}}{q_{H}}}={\frac {f(T_{f})}{f(T_{i})}}=g(T_{i},T_{f})} (2)
Sin embargo, es posible utilizar a conveniencia, una escala de temperatura tal que
{\displaystyle {\frac {Q_{f}}{Q_{i}}}={\frac {T_{f}}{T_{i}}}} (3)
Sustituyendo la ecuación (3) en la (1) relaciona la eficiencia de la máquina con la temperatura:
{\displaystyle \eta =1-{\frac {Q_{f}}{q_{i}}}=1-{\frac {T_{f}}{T_{i}}}} (4)
Hay que notar que para Tf = 0 K la eficiencia se hace del 100%, temperaturas inferiores producen una eficiencia aún mayor que 100%. Ya que la primera ley de la termodinámica prohíbe que la eficiencia sea mayor que el 100%, esto implica que la mínima temperatura que se puede obtener en un sistema microscópico es de 0 K. Reordenando la ecuación (4) se obtiene:
{\displaystyle {\frac {Q_{i}}{T_{i}}}-{\frac {Q_{f}}{T_{f}}}=0} (5)
Aquí el signo negativo indica la salida de calor del sistema. Esta relación sugiere la existencia de una función de estado S definida por:
{\displaystyle dS={\frac {dQ_{\mathrm {rev} }}{T}}} (6)
Donde el subíndice indica un proceso reversible. El cambio de esta función de estado en cualquier ciclo es cero, tal como es necesario para cualquier función de estado. Esta función corresponde a la entropía del sistema, que fue descrita anteriormente. Reordenando la ecuación siguiente para obtener una definición de temperatura en términos de la entropía y el calor:
{\displaystyle T={\frac {dQ_{\mathrm {rev} }}{dS}}} (7)
Para un sistema en que la entropía sea una función de su energía interna E, su temperatura está dada por:
{\displaystyle {\frac {1}{T}}={\frac {dS}{dE}}} (8)
Esto es, el recíproco de la temperatura del sistema es la razón de cambio de su entropía con respecto a su energía.

## Unidades de temperatura
Las escalas de medición de la temperatura se dividen fundamentalmente en dos tipos, las relativas y las absolutas. Los valores que puede adoptar la temperatura en cualquier escala de medición, no tienen un nivel máximo, sino un nivel mínimo: el cero absoluto. Mientras que las escalas absolutas se basan en el cero absoluto, las relativas tienen otras formas de definirse.

### Relativas
- Grado Celsius (°C). Para establecer una base de medida de la temperatura Anders Celsius utilizó (en 1742) los puntos de fusión y ebullición del agua. Se considera que una mezcla de hielo y agua que se encuentra en equilibrio con aire saturado a 1 atm está en el punto de fusión. Una mezcla de agua y vapor de agua (sin aire) en equilibrio a 1 atm de presión se considera que está en el punto de ebullición. Celsius dividió el intervalo de temperatura que existe entre estos dos puntos en 100 partes iguales a las que llamó grados centígrados °C. Sin embargo, en 1948 fueron renombrados grados Celsius en su honor; así mismo, se comenzó a utilizar la letra mayúscula para denominarlos.

En 1954, la escala Celsius fue redefinida en la Décima Conferencia de Pesos y Medidas en términos de un solo punto fijo y de la temperatura absoluta del cero absoluto. El punto escogido fue el punto triple del agua que es el estado en el que las tres fases del agua coexisten en equilibrio, al cual se le asignó un valor de 0.01 °C. La magnitud del nuevo grado Celsius se define a partir del cero absoluto como la fracción 1/273.16 del intervalo de temperatura entre el punto triple del agua y el cero absoluto. Como en la nueva escala los puntos de fusión y ebullición del agua son 0 °C y 100 °C respectivamente, resulta idéntica a la escala de la definición anterior, con la ventaja de tener una definición termodinámica.
- Grado Fahrenheit (°F). Toma divisiones entre el punto de congelación de una disolución de cloruro amónico (a la que le asigna valor cero) y la temperatura normal corporal humana (a la que le asigna valor 100). Es una unidad típicamente usada en los Estados Unidos; erróneamente, se asocia también a otros países anglosajones como el Reino Unido o Irlanda, que usan la escala Celsius.

- Grado Réaumur (°Ré, °Re, °R). Usado para procesos industriales específicos, como el del almíbar.

- Grado Rømer o Roemer. Es una escala de temperatura en desuso que fue propuesta por el astrónomo danés Ole Christensen Rømer en 1701. En esta escala, el cero es inicialmente la temperatura de congelación de la salmuera.

- Grado Newton (°N). Es probable que Anders Celsius conociera la escala termométrica de Newton cuando inventó la suya. Por consiguiente, la unidad de esta escala, el grado Newton, equivale a (aproximadamente) 3.03 kelvines o grados Celsius y tiene el mismo cero de la escala de Celsius.

- Grado Leiden. La escala Leiden se utilizaba a principios del siglo XX para calibrar indirectamente bajas temperaturas, proporcionando valores convencionales kelvin de la presión de vapor del helio.

- Grado Delisle (°D) La escala Delisle es una forma de medir temperatura concebida en 1732 por el astrónomo francés Joseph-Nicolas Delisle (1688‑1768).

### Absolutas
Las escalas que asignan los valores de la temperatura en dos puntos diferentes se conocen como escalas a dos puntos. Sin embargo en el estudio de la termodinámica es necesario tener una escala de medición que no dependa de las propiedades de las sustancias. Las escalas de este tipo se conocen como escalas absolutas o escalas de temperatura termodinámicas.
Con base en el esquema de notación introducido en 1967, en la Conferencia General de Pesos y Medidas (CGPM), el símbolo de grado se eliminó en forma oficial de la unidad de temperatura absoluta.

#### Sistema Internacional de Unidades (SI)
Kelvin (K) El kelvin es la unidad de temperatura termodinámica, una de las unidades básicas del Sistema Internacional de Unidades. Desde la 26.ª Conferencia General de Pesas y Medidas, celebrada en noviembre de 2018, se define a partir de la constante de Boltzmann, a la que se ha dado un valor numérico exacto, sin incertidumbre.
Se define al fijar el valor numérico de la constante de Boltzmann, k, en 1.380 649 × 10−23, cuando se expresa en la unidad J·K−1, igual a kg·m2·s−2·K−1, donde el kilogramo, el metro y el segundo se definen en función de h, c y ΔνCs.
De la relación exacta k = 1.380 649 × 10−23 kg·m2·s−2·K−1 se obtiene la expresión para el kelvin en función de las constantes k, h y ΔνCs:
{\displaystyle 1K={\frac {1.380\,649\times 10^{-23}}{(6.626\,070\,15\times 10^{-34})(9\,192\,631\,770)}}\ {\frac {h\ \Delta \nu _{Cs}}{k}}\approx 2.2666653\ {\frac {h\ \Delta \nu _{Cs}}{k}}}
El efecto de esta definición es que el kelvin es igual a la variación de temperatura termodinámica que da lugar a una variación de energía térmica kT de  1.380 649 × 10−23 J.
Anteriormente la escala Kelvin se definía mediante dos puntos fijos, el cero absoluto 0 K, y el punto triple del agua 273.16 K. Con la nueva definición de kelvin se mantiene un único punto fijo en la escala Kelvin, el cero absoluto, y el punto triple del agua es objeto de determinación experimental.
Aclaraciones: No se le antepone la palabra grado ni el símbolo º. Cuando se escribe la palabra completa, «kelvin», se hace con minúscula, salvo que sea principio de párrafo o frase.

#### Sistema anglosajón de unidades
Rankine (R o Ra). Escala con intervalos de grado equivalentes a la escala Fahrenheit, cuyo origen está en −459.67 °F. En desuso.

### Conversión de temperaturas
Las siguientes fórmulas asocian con precisión las diferentes escalas de temperatura:
|                  | Kelvin                                            | Grado Celsius                                 | Grado Fahrenheit                               | Rankine                                           | Grado Réaumur                                | Grado Rømer                                       | Grado Newton                                    | Grado Delisle                                |
| ---------------- | ------------------------------------------------- | --------------------------------------------- | ---------------------------------------------- | ------------------------------------------------- | -------------------------------------------- | ------------------------------------------------- | ----------------------------------------------- | -------------------------------------------- |
| Kelvin           | {\displaystyle K=K}                               | {\displaystyle K=C+273.15}                    | {\displaystyle K=(F+459.67)\,{\frac {5}{9}}\,} | {\displaystyle K=Ra\,{\frac {5}{9}}\,}            | {\displaystyle K=Re\,{\frac {5}{4}}+273.15}  | {\displaystyle K=(Ro-7.5){\frac {40}{21}}+273.15} | {\displaystyle K=N\,{\frac {100}{33}}+273.15}   | {\displaystyle K=273.15-De\,{\frac {2}{3}}}  |
| Grado Celsius    | {\displaystyle C=K-273.15}                        | {\displaystyle C=C}                           | {\displaystyle C=(F-32){\frac {5}{9}}}         | {\displaystyle C=(F-491.67){\frac {5}{9}}}        | {\displaystyle C=Re\,{\frac {5}{4}}}         | {\displaystyle C=(Ro-7.5){\frac {40}{21}}}        | {\displaystyle C=N\,{\frac {100}{33}}\,}        | {\displaystyle C=100-De\,{\frac {2}{3}}}     |
| Grado Fahrenheit | {\displaystyle F=K{\frac {9}{5}}-459.67}          | {\displaystyle F=C{\frac {9}{5}}+32}          | {\displaystyle F=F}                            | {\displaystyle F=Ra-459.67}                       | {\displaystyle F=Re\,{\frac {9}{4}}+32}      | {\displaystyle F=(Ro-7.5){\frac {24}{7}}+32}      | {\displaystyle F=N\,{\frac {60}{11}}+32\,}      | {\displaystyle F=112-De\,{\frac {6}{5}}}     |
| Rankine          | {\displaystyle Ra=K{\frac {9}{5}}}                | {\displaystyle Ra=(C+273.15){\frac {9}{5}}\,} | {\displaystyle Ra=F+459.67}                    | {\displaystyle Ra=Ra}                             | {\displaystyle Ra=Re\,{\frac {9}{4}}+491.67} | {\displaystyle Ra=(Ro-7.5){\frac {24}{7}}+491.67} | {\displaystyle Ra=N\,{\frac {60}{11}}+491.67\,} | {\displaystyle Ra=171.67-De\,{\frac {6}{5}}} |
| Grado Réaumur    | {\displaystyle Re=(K-273.15){\frac {4}{5}}\,}     | {\displaystyle Re=C\,{\frac {4}{5}}}          | {\displaystyle Re=(F-32)\,{\frac {4}{9}}}      | {\displaystyle Re=(Ra-491.67){\frac {4}{9}}}      | {\displaystyle Re=Re}                        | {\displaystyle Re=(Ro-7.5){\frac {32}{21}}}       | {\displaystyle Re=N\,{\frac {80}{33}}\,}        | {\displaystyle Re=80-De\,{\frac {5}{6}}}     |
| Grado Rømer      | {\displaystyle Ro=(K-273.15){\frac {21}{40}}+7.5} | {\displaystyle Ro=C\,{\frac {21}{40}}+7.5}    | {\displaystyle Ro=(F-32)\,{\frac {7}{24}}+7.5} | {\displaystyle Ro=Ra-491.67{\frac {7}{24}}+{7.5}} | {\displaystyle Ro=Re\,{\frac {21}{32}}+7.5}  | {\displaystyle Ro=Ro}                             | {\displaystyle Ro=N\,{\frac {35}{22}}+{7.5}}    | {\displaystyle Ro=60-De\,{\frac {7}{20}}}    |
| Grado Newton     | {\displaystyle N=(K-273.15){\frac {33}{100}}}     | {\displaystyle N=C\,{\frac {33}{100}}}        | {\displaystyle N=(F-32)\,{\frac {11}{60}}}     | {\displaystyle N=(Ra-491.67)\,{\frac {11}{60}}}   | {\displaystyle N=Re\,{\frac {33}{80}}}       | {\displaystyle N=(Ro-7.5){\frac {22}{35}}}        | {\displaystyle N=N}                             | {\displaystyle N=33-De\,{\frac {11}{50}}}    |
| Grado Delisle    | {\displaystyle De=(373.15-K){\frac {3}{2}}}       | {\displaystyle De=(100-C)\,{\frac {3}{2}}}    | {\displaystyle De=(212-F)\,{\frac {5}{6}}}     | {\displaystyle De=(580.67-Ra){\frac {5}{6}}}      | {\displaystyle De=(80-Re)\,{\frac {6}{5}}}   | {\displaystyle De=(60-Ro)\,{\frac {20}{7}}}       | {\displaystyle De=(33-N)\,{\frac {50}{11}}}     | {\displaystyle De=De}                        |

De manera simplificada entre las cuatro escalas que se encuentran vigentes, se puede emplear la siguiente equivalencia:
{\displaystyle {\frac {^{\circ }C}{5}}={\frac {^{\circ }F-32}{9}}={\frac {R-491.67}{9}}={\frac {K-273.15}{5}}}

## Temperatura en distintos medios

Se comparan las escalas Celsius y Kelvin mostrando los puntos de referencia anteriores a 1954 y los posteriores para mostrar cómo ambas convenciones coinciden. De color negro aparecen el punto triple del agua (0.01 °C, 273.16 K) y el cero absoluto (-273.15 °C, 0 K). De color gris los puntos de congelamiento (0.00 °C, 273.15 K) y ebullición del agua (100 °C, 373.15 K).

### La temperatura en los gases
Para un gas ideal, la teoría cinética de gases utiliza mecánica estadística para relacionar la temperatura con el promedio de la energía total de los átomos en el sistema. Este promedio de la energía es independiente de la masa de las partículas, lo cual podría parecer contraintuitivo para muchos. El promedio de la energía está relacionado exclusivamente con la temperatura del sistema, sin embargo, cada partícula tiene su propia energía la cual puede o no corresponder con el promedio; la distribución de la energía, (y por lo tanto de las velocidades de las partículas) está dada por la distribución de Maxwell-Boltzmann.
La energía de los gases ideales monoatómicos se relaciona con su temperatura por medio de la siguiente expresión:

{\displaystyle {\overline {E}}_{t}={\begin{matrix}{\frac {3}{2}}\end{matrix}}nRT}

donde n, número de moles, R, constante de los gases ideales. En un gas diatómico, la relación es:

{\displaystyle {\overline {E}}_{t}={\begin{matrix}{\frac {5}{2}}\end{matrix}}nRT}

El cálculo de la energía cinética de objetos más complicados como las moléculas, es más difícIl. Se involucran grados de libertad adicionales los cuales deben ser considerados. La segunda ley de la termodinámica establece sin embargo, que dos sistemas al interactuar el uno con el otro adquirirán la misma energía promedio por partícula, y por lo tanto la misma temperatura.
En una mezcla de partículas de varias masas distintas, las partículas más masivas se moverán más lentamente que las otras, pero aun así tendrán la misma energía promedio. Un átomo de Neón se mueve relativamente más lento que una molécula de hidrógeno que tenga la misma energía cinética. Una manera análoga de entender esto es notar que por ejemplo, las partículas de polvo suspendidas en un flujo de agua se mueven más lentamente que las partículas de agua. Para ver una ilustración visual de este hecho vea este enlace. La ley que regula la diferencia en las distribuciones de velocidad de las partículas con respecto a su masa es la ley de los gases ideales.
En el caso particular de la atmósfera, los meteorólogos han definido la temperatura atmosférica (tanto la temperatura virtual como la potencial) para facilitar algunos cálculos.

## Sensación térmica
Es importante destacar que la sensación térmica es algo distinto de la temperatura tal como se define en termodinámica. La sensación térmica es el resultado de la forma en que la piel percibe la temperatura de los objetos y/o de su entorno, la cual no refleja fielmente la temperatura real de dichos objetos y/o entorno. La sensación térmica es un poco compleja de medir por distintos motivos:
- El cuerpo humano regula su temperatura para mantenerla aproximadamente constante (alrededor de 36,5 °C).
- El cuerpo humano produce calor constantemente, que es producto de la digestión de los alimentos que ingiere. Ese calor sirve para mantener la temperatura antes dicha, y para ello debe disipar el sobrante en el ambiente.
  - Si las condiciones del entorno hacen que las pérdidas sean iguales a la producción el cuerpo siente bienestar térmico.
  - Si las condiciones del entorno hacen que las pérdidas de calor superen a la producción, el cuerpo siente frío.
  - Si las condiciones impiden que el calor sobrante se disipe, el cuerpo siente calor.
- Las pérdidas o ganancias dependen de varios factores, no solo de la temperatura seca del aire.
  - Se produce intercambio por convección. El aire en contacto con la piel, se calienta y asciende, siendo sustituido por aire más fresco, que a su vez se calienta. Si el aire es más caliente ocurre al revés.
  - Por transmisión. La piel en contacto con cuerpos más fríos, cede calor. Si son más calientes, recibe calor.
  - Por radiación. La piel intercambia calor por radiación con el entorno: si la temperatura radiante media del entorno es más fría que la de la piel, se enfría, si es al contrario, se calienta.
  - Por evapotranspiración. Al evaporarse el sudor o la humedad de la piel o de las mucosas, se produce una pérdida de calor siempre, debida al calor latente de evaporación del agua.

Por todo ello, la sensación de comodidad depende de la incidencia combinada de los factores que determinan estos cuatro tipos de intercambio: temperatura seca, temperatura radiante, temperatura húmeda (que señala la capacidad del aire para admitir o no la evaporación del sudor) y la velocidad del aire (que incide sobre la convección y la evaporación del sudor). La incidencia en las pérdidas de la transmisión es pequeña, salvo que la piel, o parte, esté en contacto con objetos fríos (pies descalzos, asiento frío con poca ropa de abrigo...).

### Temperatura seca
Se llama temperatura seca del aire de un entorno (o más sencillamente: temperatura seca) a la temperatura del aire, prescindiendo de la radiación calorífica de los objetos que rodean ese ambiente concreto, y de los efectos de la humedad relativa y de los movimientos de aire. Se puede obtener con el termómetro de mercurio, respecto a cuyo bulbo, reflectante y de color blanco brillante, se puede suponer razonablemente que no absorbe radiación.

### Temperatura radiante
La temperatura radiante tiene en cuenta el calor emitido por radiación de los elementos del entorno.
Se toma con un termómetro de globo, que tiene el depósito de mercurio o bulbo, encerrado en una esfera o globo metálico de color negro, para asemejarlo lo más posible a un cuerpo negro y así absorber la máxima radiación. 
Las medidas se pueden tomar bajo el sol o bajo la sombra. En el primer caso se tendrá en cuenta la radiación solar, y se dará una temperatura bastante más elevada.
También sirve para dar una idea de la sensación térmica.
La temperatura de bulbo negro hace una función parecida, dando la combinación de la temperatura radiante y la ambiental.

### Temperatura húmeda
Temperatura de bulbo húmedo o temperatura húmeda, es la temperatura que da un termómetro bajo sombra, con el bulbo envuelto en una mecha de algodón húmedo bajo una corriente de aire. La corriente de aire se produce mediante un pequeño ventilador o poniendo el termómetro en un molinete y haciéndolo girar. Al evaporarse el agua, absorbe calor rebajando la temperatura, efecto que reflejará el termómetro. Cuanto menor sea la humedad relativa del ambiente, más rápidamente se evaporará el agua que empapa el paño. Este tipo de medición se utiliza para dar una idea de la sensación térmica, o en los psicrómetros para calcular la humedad relativa y la temperatura del punto de rocío.